# Peter Schoeffer
Pour les articles homonymes, voir Schöffer.

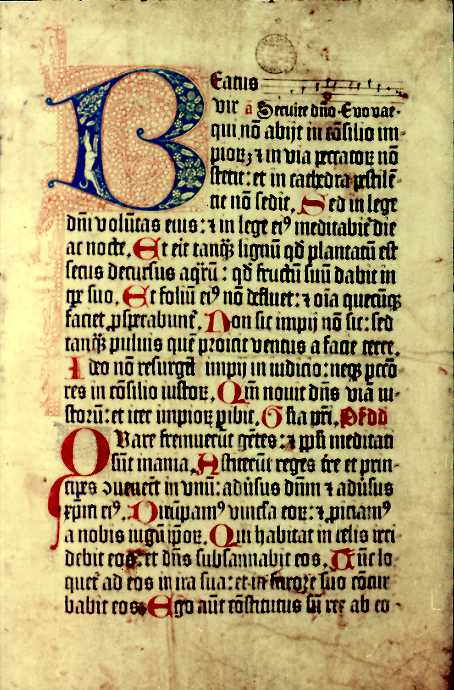
Psalterium Benedictinum, 1459 : avec une lettrine peinte

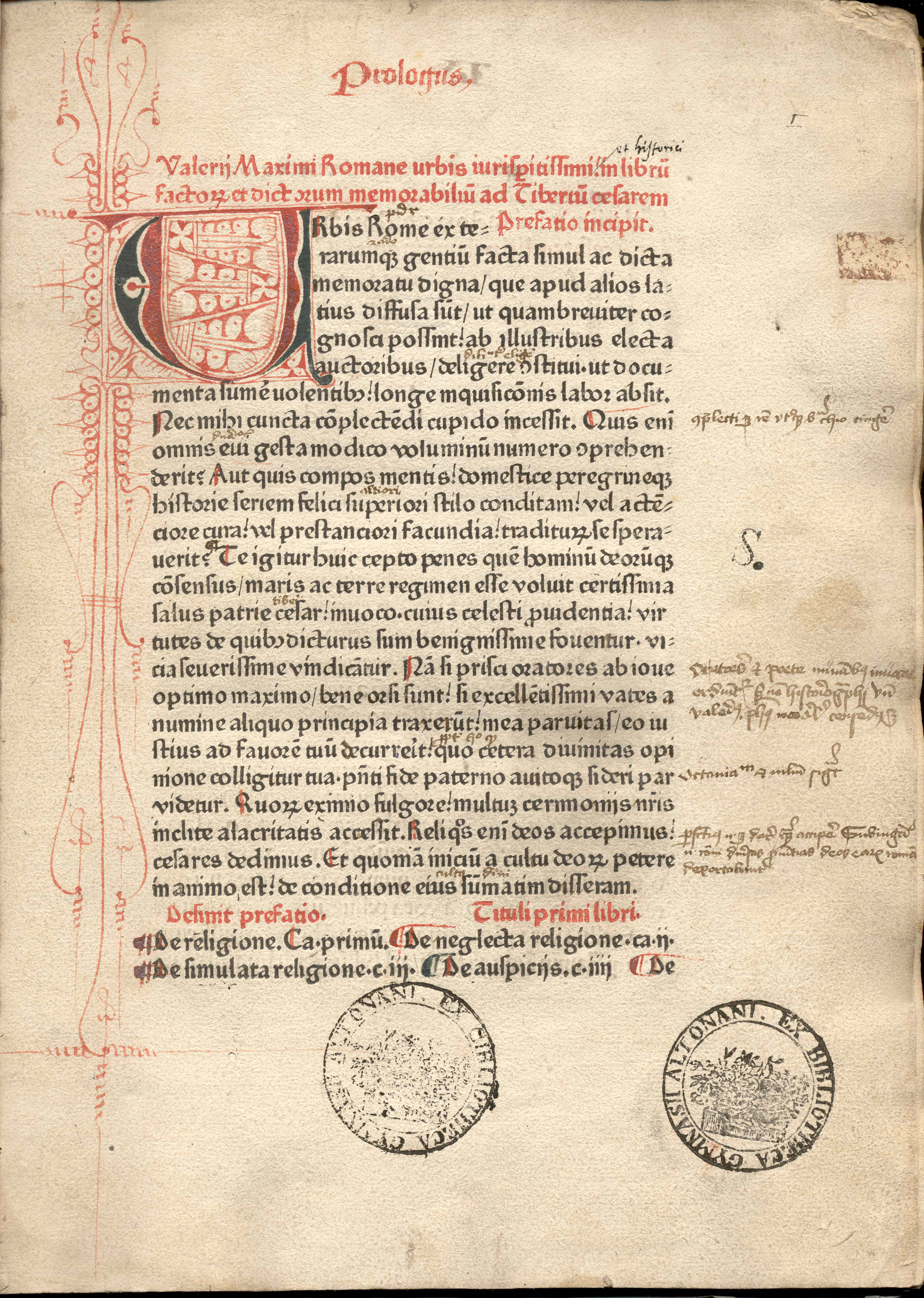
Incipit Valerius Maximus. Peter Schoeffer: Mayence 18.07.1471

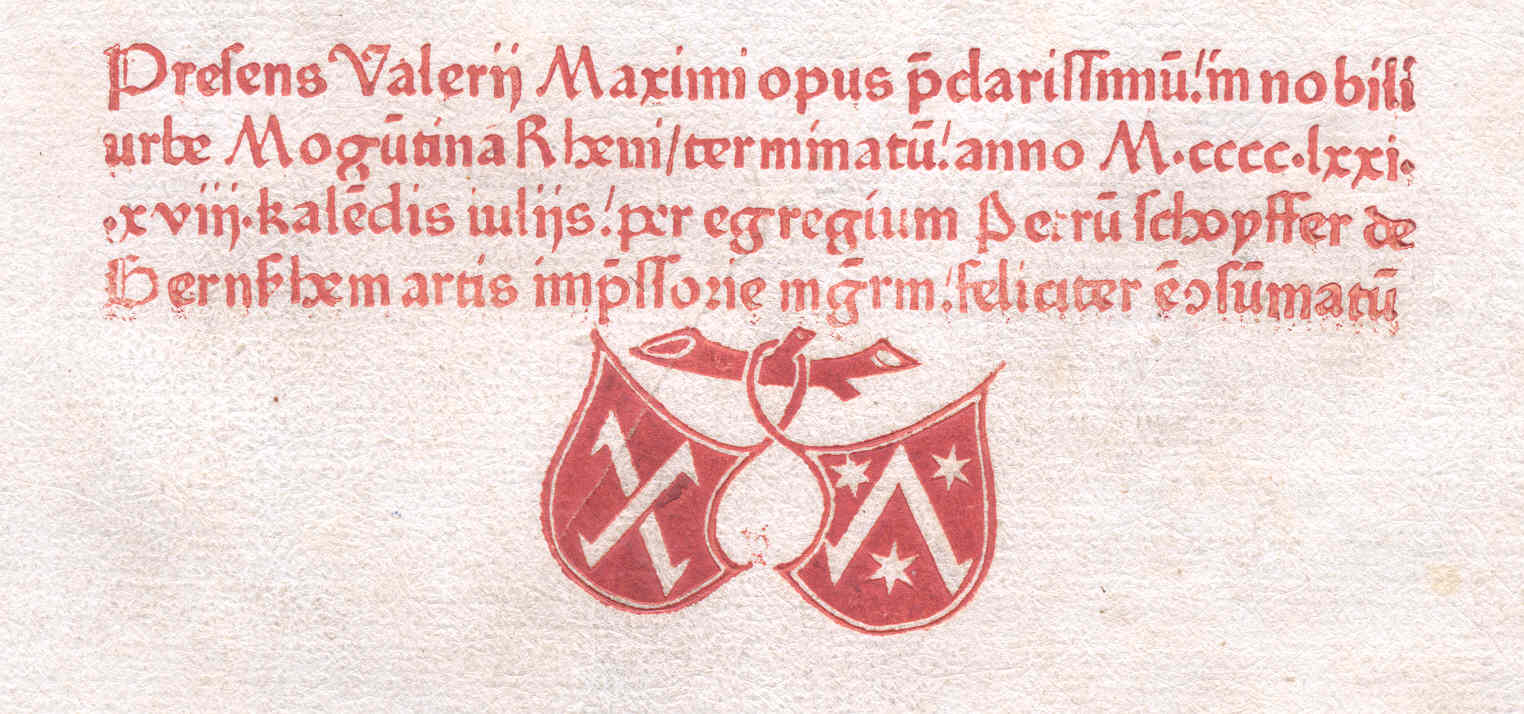
La « marque rouge » de Fust et Schoeffer

Peter Schöffer (ou Pierre Schoeffer), né vers 1425 à Gernsheim et mort vers 1503 à Mayence dans l'électorat de Mayence, est un typographe-imprimeur allemand qui perfectionna la presse typographique inventée par Gutenberg. Son habileté technique lui a assuré une place capitale dans l'histoire de l'imprimerie et de la typographie.

## Biographie
Peter Schoeffer est né à Gernsheim, proche de Darmstadt.
Comme probablement Gutenberg, il a une solide formation universitaire. De 1444 à 1448, il étudie à l'Université d'Erfurt[citation nécessaire], où il apprend le latin. Il se rend ensuite à la Sorbonne à Paris, où il étudie la théologie puis travaille comme copiste laïc et calligraphe, comme le prouve un manuscrit d'Aristote daté de 1449 portant sa signature. En 1450, de retour à Mayence, il travaille comme apprenti dans l'imprimerie que Gutenberg est en train de mettre au point. Grâce à sa formation de copiste, il aide son maître à mettre au point la presse typographique. Sa contribution est connue grâce à la chronique de Johannes Trithemius, qui s'est longuement entretenu avec lui en 1485.
Après la publication de la Bible à 42 lignes, en 1455, il rompt son association avec Gutenberg et témoigne contre lui lors du procès que lui intente le banquier Johann Fust.  Il s'associe alors avec ce dernier pour créer l'imprimerie Fust & Schoeffer. De cette firme sortira, en 1457, le Psautier de Mayence. 
En 1465, il accompagne Johann Fust à Paris pour y établir un dépôt de bibles. En 1466, après la mort de Fust, il épouse sa fille, Christina, née en 1445, et prend la direction de l'imprimerie de Mayence. 
Avec sa femme, Christina Fust, ils ont quatre fils. Gratian Schoeffer crée sa propre imprimerie en Autriche; en 1502 son fils aîné, Johann Schoeffer, lui succède à la tête de son imprimerie. Son second fils, Peter Schoeffer (fils), fut également imprimeur à Mayence, mais il fit de mauvaises affaires; entre 1513 à 1520 il s'établit à Worms, où il imprime cinq ouvrages, puis, en 1521, s'établit à Strasbourg, où il imprime onze ouvrages. On ne sait rien à propos de Ludwig Schoeffer. Après avoir été le berceau de l'imprimerie, la ville de Mayence est soumise à une censure rigoureuse de la part de l'évêché, ce qui entraîne l'exode des imprimeurs. 
Peter Schoeffer meurt en 1503.

## Les éditions Fust et Schoeffer
Vers 1450, Gutenberg assisté de Peter Schoeffer imprime le premier livre avec une presse typographique, la Bibla Latina à 42 lignes. Malheureusement pour lui, le succès sera mitigé, ce qui déplait fortement à Johann Fust qui a investi lourdement dans l'impression des bibles et la mise au point des outils d'impression.
En 1455, Gutenberg et son associé financier Johann Fust se séparent. Fust gagne son procès contre Gutenberg, et ce d'autant plus facilement que l'un des juges était de sa famille[réf. nécessaire]. Fust prend possession du matériel d’impression qu'il installe dans sa maison. Peter Schoeffer travaille avec lui.
Le premier travail que Fust confie à Schoeffer est la ré-impression de la Bible de Gutenberg. Fust veut récupérer l'argent qu'il a perdu lors de la première édition. Schoeffer modifie la mise en page de la bible et passe de 42 lignes à 40 lignes mais conserve la même fonte de caractère, dont Fust est devenu propriétaire. Les fontes de caractères coûtent en effet très cher.
Il faut attendre 1457 pour que Schoeffer et Fust — bien que la coopération technique de ce dernier ne soit pas clairement prouvée — impriment leur premier livre en couleur, le Psalmorum Codex, plus connu sous le nom de Psautier de Mayence. Cet ouvrage est considéré, avec les quatre livres imprimés par Gutenberg, comme l'un des livres les plus précieux de tous les temps pour plusieurs raisons : l'impression en couleurs (noir, rouge et bleu), qui exige de passer trois fois chaque feuille sous la presse, la régularité de la fonte des caractères, les illustrations d'une gravure de grande précision et les lettrines ornées filigranées. Parmi les neuf livres imprimés par Fust et Schoeffer, le plus précieux, outre le Psautier, est le De vita christiana imprimé à six exemplaires, premier livre au format in-4 en Occident. Les huit autres livres imprimés par Schoeffer et Fust sont tous au format in-folio. Pierre Schoeffer a éprouvé les plus grandes difficultés pour imprimer son livre et aurait dépensé plus de 4 000 florins pour l’impression de 12 feuillets. En récompense du travail fourni par son ouvrier associé et conformément aux usages de l’époque, Fust lui donne en mariage sa fille[réf. nécessaire].
À la suite de la publication de la Bible à 42 lignes et du Psautier, la réputation de Schoeffer dépasse les frontières de telle sorte qu'en 1458, le roi de France Charles VII envoie Nicolas Jenson, graveur de la monnaie de France, étudier les procédés de Schoeffer dans son atelier de Mayence.
Le dernier travail de Peter Schoeffer est la quatrième édition du Psautier de Mayence, parue le 20 décembre 1502. Il meurt peu après, en avril 1503.

## Littérature
Peter Schoeffer est mis en scène par l'écrivain genevois Jacques Aeschlimann dans sa pièce Guten Tag, Gutenberg! représentée pour la première fois en 1956.

## Banques de données
- Ressources relatives aux beaux-arts :   - RKDartists
  - Union List of Artist Names
- Notices dans des dictionnaires ou encyclopédies généralistes :   - Britannica
  - Deutsche Biographie
  - Enciclopedia italiana
  - Enciclopedia De Agostini
  - Frankfurter Personenlexikon
  - Internetowa encyklopedia PWN
  - Treccani
- Notices d'autorité :   - VIAF
  - ISNI
  - BnF (données)
  - IdRef
  - LCCN
  - GND
  - Italie
  - Pays-Bas
  - Pologne
  - Israël
  - NUKAT
  - Suède
  - Vatican
  - Norvège
  - Tchéquie
  - Portugal
  - Brésil
  - WorldCat